# Numero CAS
Il numero CAS è un identificativo numerico che individua in maniera univoca una sostanza chimica. Il Chemical Abstracts Service, una divisione della American Chemical Society, assegna questi identificativi a ogni sostanza chimica descritta in letteratura. Oltre 63 milioni di composti hanno ricevuto un numero CAS e circa 7 000 vengono aggiunti ogni giorno. La maggior parte dei database molecolari permettono di fare ricerche in base al numero CAS.
Il numero CAS è costituito da tre sequenze di numeri separati da trattini. Il primo gruppo è costituito da un numero variabile di cifre, fino a sei, il secondo da due cifre, mentre il terzo e ultimo gruppo è costituito da una singola cifra che serve da codice di controllo. I numeri sono assegnati in ordine progressivo e non hanno quindi nessun significato chimico. Il codice di controllo viene calcolato moltiplicando ciascuna cifra da destra a sinistra per un numero intero progressivo (la cifra più a destra va moltiplicata per 1, quella immediatamente a sinistra per 2 e così via), sommando i vari termini e calcolando poi il modulo 10 della somma così ottenuta. Per esempio il numero CAS dell'acqua è 7732-18-5 e il codice di controllo (5) è dato da (8×1 + 1×2 + 2×3 + 3×4 + 7×5 + 7×6) mod 10 = 105 mod 10 = 5.
Se una molecola ha più isomeri a ciascun isomero sarà assegnato un numero CAS differente. Per esempio il numero CAS del D-glucosio è 50-99-7 mentre quello del L-glucosio è 921-60-8. In alcuni casi particolari a una intera classe di composti è stato assegnato un unico numero CAS; per esempio tutte le alcol deidrogenasi hanno come numero CAS 9031-72-5.